# Un embrujo
Un embrujo è un film del 1998 diretto da Carlos Carrera.

## Riconoscimenti
- Premio Ariel

1999 - Miglior attrice a Blanca Guerra